# Gerichtsbezirk Treffen
Der Gerichtsbezirk Treffen (slowenisch: sodni okraj Trebnje) war ein dem Bezirksgericht Treffen unterstehender Gerichtsbezirk im Kronland (Österreich) Krain. Er umfasste Teile des politischen Bezirks Rudolfswerth (Rudolfovo) und wurde 1919 dem Staat Jugoslawien zugeschlagen.

## Geschichte
Der Gerichtsbezirk Treffen entstand infolge eines Ministervortrags vom 6. August 1849, in dem die Grundzüge der Gerichtseinteilung festgelegt wurden. Nachdem im Dezember 1849 die Gebietseinteilung der Gerichtsbezirke sowie die Zuweisung der Gerichtsbezirke zu den neu errichteten Bezirkshauptmannschaften durch die „politische Organisierungs-Commission“ festgelegt worden war, nahmen die Bezirksgerichte der Krain per 1. Juni 1850 ihre Tätigkeit auf. Dem Bezirksgericht Treffen wurden durch die Landeseinteilung der Krain im März 1850 die 25 Katastralgemeinden Aidovca (Haidowitz), Brezovca (Bresouza), Čatež (Tschatesch), Češnovk (Kerschdorf), Doberniče (Döbernik), Dolga Njiva (Langenacker), Knežja Vas (Grafendorf), Korita (Trögern), Lukovk (Lukouk), Mali Videm (Kleinweiden), Medvedje Selo (Bärnthal), Mirna (Neudegg), Moravče (Moräutsch), Ponikve (Ponique), Selo (Selo), Selo (Sela bei Schönberg), Ševnica (Scheinitz), Škovec (Skouz), Sveti Štefan (St. Stefan), Tihaboj (Tehaboi), Trebno (Treffen), Ukrog (Ukrog), Velika Loka (Grosslack), Verhtrebno (Obertreffen) und Vodice (Woditz) zugewiesen. Zusammen mit den Gerichtsbezirken Rudolfswerth (Rudolfovo) und Seisenberg (Žužemberk) bildete der Gerichtsbezirk Treffen den Bezirk Rudolfswerth.
| Jahr | Fläche (km²) | Ein- wohner | Slowenisch- sprachige | Deutsch- sprachige |
| ---- | ------------ | ----------- | --------------------- | ------------------ |
| 1880 |              | 10.084      | 10.034                | 38                 |
| 1890 |              | 9.876       | 9.845                 | 21                 |
| 1900 | 175,35       | 10.115      | 10.099                | 8                  |
| 1910 | 175,32       | 10.145      | 10.103                | 19                 |

Der Gerichtsbezirk wies 1880 eine anwesende Bevölkerung von 10.084 Personen auf, wobei 10.034 Menschen Slowenisch und 38 Menschen Deutsch als Umgangssprache angaben. 1910 wurden für den Gerichtsbezirk 10.145 Personen ausgewiesen, von denen 10.103 Slowenisch (99,6 %) und 19 Deutsch (0,2 %) sprachen.
Durch die Grenzbestimmungen des am 10. September 1919 abgeschlossenen Vertrages von Saint-Germain wurde der Gerichtsbezirk Treffen zur Gänze dem Königreich Jugoslawien zugeschlagen.

## Gerichtssprengel
Der Gerichtssprengel Seisenberg umfasste infolge der Zusammenfassung der Katastralgemeinden zu Gemeinden 1910 die fünf Gemeinden Doberniče (Döbernik), Mirna (Neudegg), Sela pri Šumperku (Sela bei Schönberg), Trebnje (Treffen) und Velika Loka (Grosslack), .